# Kelliidae
Kelliidae é uma família de moluscos bivalves da ordem Veneroida.

## Classificação
Família Kelliidae
- Gênero Aligena I. Lea, 1843
  - Aligena diegoana Hertlein and Grant, 1972
  - Aligena elevata (Stimpson, 1851)
  - Aligena texasiana Harry, 1969
- Gênero Boreacola Bernard, 1979
  - Boreacola dawsoni (Jeffreys, 1864)
  - Boreacola vadosus Bernard, 1979
- Gênero Bornia Philippi, 1836
  - Bornia longipes (Stimpson, 1855)
  - Bornia sebetia Costa, 1829
- Gênero Cymatioa Berry, 1964
  - Cymatioa electilis (S. S. Berry, 1963)
- Gênero Decipula Jeffreys, 1881
  - Decipula tenella (Loven, 1846)
- Gênero Entovalva Voeltzkow, 1890
  - Entovalva perrieri (Malard, 1903)
- Gênero Erycina Lamarck, 1805
  - Erycina balliana Dall, 1916
  - Erycina coronata Dall, 1916
  - Erycina emmonsi Dall, 1899
  - Erycina linella Dall, 1899
  - Erycina periscopiana Dall, 1899
- Gênero Isorobitella Keen, 1962
  - Isorobitella trigonalis (Carpenter, 1857)
- Gênero Kellia Turton, 1822
  - Kellia cycladea S. V. Wood, 1844
  - Kellia suborbicularis (Montagu, 1803)
- Gênero Lasaea T. Brown, 1827
  - Lasaea adansoni (Gmelin, 1791)
  - Lasaea cistula Keen, 1938
  - Lasaea rubra (Montagu, 1803)
  - Lasaea subviridis Dall, 1899
- Gênero Lepton Turton, 1822
  - Lepton lacerum (Jeffreys, 1872)
  - Lepton lepidum Say, 1826
  - Lepton meroeum Carpenter, 1864
  - Lepton nitidum
  - Lepton squamosum (Montagu, 1803)
- Gênero Mancikellia Dall, 1899
  - Mancikellia pumila (S. V. Wood, 1850)
- Gênero Montacuta Turton, 1822
  - Montacuta dawsoni Jeffreys, 1864
  - Montacuta donacina (S. V. Wood, 1802)
  - Montacuta elevata
  - Montacuta ferruginosa 
  - Montacuta limpida Dall, 1899
  - Montacuta minuscula Dall, 1899
  - Montacuta percompressa Dall, 1899
  - Montacuta planata
  - Montacuta substriata (Montagu, 1808)
  - Montacuta voringi Friele, 1877
- Gênero Mysella Angas, 1877
  - Mysella aleutica Dall, 1899
  - Mysella beringensis (Dall, 1916)
  - Mysella bidentata
  - Mysella casta (A. E. Verrill e Bush, 1898)
  - Mysella compressa (Dall, 1913)
  - Mysella dawsoni (Jeffreys, 1864)
  - Mysella golischi (Dall, 1916)
  - Mysella grebnitzkii (Dall, 1916)
  - Mysella grippi (Dall, 1912)
  - Mysella moelleri (Morch, 1875)
  - Mysella ovata (Jeffreys, 1881)
  - Mysella pedroana Dall, 1899
  - Mysella planata (Krause, 1885)
  - Mysella planulata (Stimpson, 1851)
  - Mysella sovialiki
  - Mysella striatula A. E. Verrill e Bush, 1898
  - Mysella triquetra (A. E. Verrill e Bush, 1898)
  - Mysella tumida (Carpenter, 1864)
  - Mysella tumidula (Jeffreys, 1866)
- Gênero Neaeromya Gabe, 1873
  - Neaeromya chacei (Dall, 1916)
  - Neaeromya compressa (Dall, 1899)
  - Neaeromya floridana (Dall, 1899)
  - Neaeromya myaciformis (Dall, 1916)
  - Neaeromya rugifera (Carpenter, 1864)
  - Neaeromya stearnsi (Dall, 1899)
- Gênero Odontogena Cowan, 1964
  - Odontogena borealis Cowan, 1964
- Gênero Orobitella Dall, 1900
  - Orobitella bakeri (Dall, 1916)
  - Orobitella californica (Dall, 1899)
  - Orobitella floridana (Dall, 1899)
  - Orobitella limpida (Dall, 1899)
- Gênero Parabornia Boss, 1965
  - Parabornia squillina Boss, 1965
- Platomysia Habe, 1951
  - Platomysia rugata Habe, 1951
- Pristes Carpenter, 1864
  - Pristes oblongus Carpenter, 1864
- Pseudopythina P. Fischer, 1884
  - Pseudopythina compressa
  - Pseudopythina macandrewi (P. Fischer, 1867)
  - Pseudopythina rugifera
- Gênero Pythinella Dall, 1899
  - Pythinella cuneata (A. E. Verrill e Bush, 1898)
- Gênero Rhamphidonta Bernard, 1975
  - Rhamphidonta retifera (Dall, 1899)
- Gênero Rochefortia Velain, 1878
  - Rochefortia compressa Dall, 1913
  - Rochefortia grippi Dall, 1912
  - Rochefortia tumida (Carpenter, 1864)
- Gênero Semierycina Monterosato, 1911
  - Semierycina nitida (Turton, 1822)
  - Semierycina tenera (Jeffreys, 1881)
- Gênero Tellimya Brown, 1827
  - Tellimya ferruginosa (Montagu, 1803)
  - Tellimya phascolionis (Dautzenberg e Fischer, 1925)
- Gênero Tomburchus W. H. Harry, 1969
  - Tomburchus redondoensis (Burch, 1941)